# العلاقات الوسط إفريقية الجنوب سودانية
العلاقات الوسط أفريقية الجنوب سودانية هي العلاقات الثنائية التي تجمع بين جمهورية أفريقيا الوسطى وجنوب السودان.

## مقارنة بين البلدين
هذه مقارنة عامة ومرجعية للدولتين:
| وجه المقارنة                                              | جمهورية أفريقيا الوسطى      | جنوب السودان                  |
| --------------------------------------------------------- | --------------------------- | ----------------------------- |
| المساحة (كم2)                                             | 622.98 ألف                  | 619.75 ألف                    |
| عدد السكان (نسمة)                                         | 4.66 مليون                  | 12.58 مليون                   |
| الكثافة السكانية (ن./كم²)                                 | 7.48                        | 20.3                          |
| العاصمة                                                   | بانغي                       | جوبا                          |
| اللغة الرسمية                                             | لغة فرنسية، اللغة السانغوية | لغة إنجليزية                  |
| العملة                                                    | فرنك وسط أفريقي             | جنيه جنوب سوداني، جنيه سوداني |
| الناتج المحلي الإجمالي (بليون دولار)                      | 1.95 مليار                  | 2.90 مليار                    |
| الناتج المحلي الإجمالي (تعادل القوة الشرائية) بليون دولار | 3.03 مليار                  | 22.88 مليار                   |
| الناتج المحلي الإجمالي الاسمي للفرد دولار أمريكي          | 323                         | 73                            |
| الناتج المحلي الإجمالي للفرد دولار أمريكي                 | 594                         | 2.02 ألف                      |
| مؤشر التنمية البشرية                                      | 0.350                       | 0.467                         |
| رمز المكالمات الدولي                                      | +236                        | +211                          |
| رمز الإنترنت                                              | .cf                         | .ss                           |
| المنطقة الزمنية                                           | ت ع م+01:00                 | ت ع م+03:00                   |

## منظمات دولية مشتركة
يشترك البلدان في عضوية مجموعة من المنظمات الدولية، منها:
| علم المنظمة | اسم المنظمة                               | تاريخ انضمام جمهورية أفريقيا الوسطى | تاريخ انضمام جنوب السودان |
| ----------- | ----------------------------------------- | ----------------------------------- | ------------------------- |
|             | مؤسسة التنمية الدولية                     | 27 أغسطس 1963                       | 18 أبريل 2012             |
|             | يونسكو                                    | 11 نوفمبر 1960                      | 27 أكتوبر 2011            |
|             | وكالة ضمان الاستثمار متعدد الأطراف        | 8 سبتمبر 2000                       | 18 أبريل 2012             |
|             | الأمم المتحدة                             | 20 سبتمبر 1960                      | 14 يوليو 2011             |
|             | الاتحاد البريدي العالمي                   | ?                                   | ?                         |
|             | البنك الدولي للإنشاء والتعمير             | 10 يوليو 1963                       | 18 أبريل 2012             |
|             | الاتحاد الدولي للاتصالات                  | 2 ديسمبر 1960                       | 3 أكتوبر 2011             |
|             | مؤسسة التمويل الدولية                     | 1 أبريل 1991                        | 18 أبريل 2012             |
|             | المركز الدولي لتسوية المنازعات الاستشارية | 14 أكتوبر 1966                      | 18 مايو 2012              |
|             | منظمة الشرطة الجنائية الدولية             | ?                                   | ?                         |
|             | الاتحاد الأفريقي                          | ?                                   | ?                         |
|             | البنك الإفريقي للتنمية                    | ?                                   | ?                         |

## وصلات خارجية
- موقع وزارة الخارجية الجنوب سودانية